# Olesicampe ocellata
Olesicampe ocellata är en stekelart som först beskrevs av Henry Lorenz Viereck 1925.  Olesicampe ocellata ingår i släktet Olesicampe och familjen brokparasitsteklar. Inga underarter finns listade i Catalogue of Life.